# 寶島波眼蝶
寶島波眼蝶（学名：Ypthima formosana），又名大波紋蛇目蝶、臺灣鄰眼蝶，为蛺蝶科波眼蝶屬下的一个种。本種與狹翅波眼蝶外型相當類似，但本種前翅較圓短、後翅外緣較圓弧，腹面偏褐色，分布海拔更低，可資區別
。
其种加词“formosana”意为“台湾的”。

## 分布
本種為台灣特有，分布於台灣本島中低海拔山區。

## 生態習性
本種幼蟲以禾本科植物，如芒草等為食，一年多世代。